# Jean-Baptiste Sylvère Gaye de Martignac
Jean-Baptiste Sylvère Gaye, vescomte de Martignac (Bordeus, 20 de juny de 1778 – París, 3 d'abril de 1832), fou un polític i estadista francès, de tendència monàrquica, que feu costat al ministeri del reaccionari Villèle durant la segona restauració borbònica (1814-1830). Fou Ministre de l'interior (1828), i Primer Ministre de França.
Martignac va néixer a Bordeus. El 1798 va esdevenir secretari d'Emmanuel Joseph Sieyès; després de servir a l'exèrcit durant un temps, es va dedicar a la literatura, i va escriure diverses obres de teatre lleugeres. Sota l'Imperi Napoleònic va exercir amb èxit d'advocat a Bordeus, on el 1818 va esdevenir fiscal general de la Court Royale (tribunal suprem provincial). El 1819 va ser nomenat procurador general a Llemotges, i el 1821 va entrar a la Cambra de Diputats de l'Assemblea Nacional, on va donar suport a les polítiques ultramonàrquiques de Villel. El 1822 va ser nomenat conseller d'estat, el 1823 va acompanyar el  duc d'Angulema a Espanya com a comissari civil durant l'expedició dels Cent Mil Fills de Sant Lluís. El 1824 va ser nomenat vescomte de Martignac en pagament als seus serveis, i nomenat director general del registre.
En entrar en contacte amb l'exercici pràctic de la política, les seves idees ultramonàrquiques s'anaren modificant gradualment cap a doctrines més moderades, tot apropant-se al doctrinarisme. Amb la caiguda del govern de Jean-Baptiste de Villel, Carles X de França el va triar per ocupar el càrrec de Primer Ministre de França, esperant que Martignac, com a home de consens, sabés calmar la situació política de França. El 4 de gener de 1828 va ser nomenat Ministre de l'Interior, i malgrat que no va rebre el títol de president, es va convertir en el líder de facto del gabinet. Va tenir èxit en aconseguir que l'Assemblea Nacional aprovés la llei d'abolició de la censura de la premsa, i en persuadir el rei que signés les ordenances del 16 de juny de 1828 sobre els jesuïtes i els seus seminaris.
No obstant això, com a representant de l'ala moderada, Martignac no tenia suports a l'Assemblea, dominada pels liberals, ni a les camarilles de la cort de Carles X, de tendència ultramonàrquica radical. Els atacs de l'extrema esquerra i de l'extrema dreta es van succeir, i quan l'abril de 1829 una coalició d'aquests grups van tombar una iniciativa del govern Martignac, Carles X, que mai havia confiat en ell i mai va creure en la política que representava, va decidir cessar Martignac, qui va ser succeït per Jules de Polignac, de tendència ultramonàrquica.
El març de 1830 Martignac va votar amb la majoria de l'Assemblea la llei que exigia que el govern proposat pel rei comptés amb el suport de l'Assemblea Nacional. Aquesta llei va desencadenar la Revolució de juliol, durant la qual Martignac es va mantenir fidel als principis legitimistes. La seva darrera aparició pública va ser el desembre de 1830 a la Cambra dels Pares, davant la qual va defensar el seu rival Polignac. Posteriorment, es va retirar de la vida pública, i va morir a París el 1832.

## Obres
Martignac publicà Bordeaux au mois de Mars 1815 (París, 1830), i Essai historique sur les révolutions d'Espagne et l'intervention française de 1823 (París, 1832).